# 川原みなみ
川原みなみ（かわはら みなみ、1969年1月13日 - )は静岡県熱海市出身のモデル、キャスター。

## 人物
松商学園短期大学卒業。モデルを経てテレビ東京のニュースもぎたて朝一番、NEWSモーニングJAMなどで気象情報を担当、また1993年放送の三菱ダイヤモンド・サッカー（Jリーグ情報番組）のアシスタントなどテレビレポーターとして活躍。芸名を改名して以降は女優としても活躍。水晶院開運ナビゲーター。
のちに韓国に語学留学し、韓国内でもタレント、女優活動をしていたが帰国、2005年5月より、レディス4のサブ司会を担当するようになった（同7月28日の放送で卵巣癌の治療のため一時休養に当てることを明らかにしたが、10月3日の回から復帰した）。2006年9月末でレディス4を卒業。
2013年より京都に移住し、和小物店を経営しながら芸能活動を続けている。

## 主な出演番組など
韓国大使館 韓国文化院
- インターネットラジオ『何でもかんでも』（2011年4月18日〜）

NHK
- Jリーグ中継関連番組
- 速報サッカー21（NHK-BS1）
- ハートネットTV（NHK教育）
- まるごと韓国知りたい!行きたい!見てみたい!ドラマに見るKカルチャー（NHK-BS2）

グリーンチャンネル
- ホースステーション

テレビ東京
| 期間         | 期間         | 番組名                         | 役職                       | 備考                                                                 |
| ------------ | ------------ | ------------------------------ | -------------------------- | -------------------------------------------------------------------- |
| 1993年4月    | 1996年9月    | 三菱ダイヤモンド・サッカー     | レギュラー出演             | いずれの番組も『岩崎由実』の名義として出演                           |
| 1994年4月    | 1995年9月    | NEWSもぎたて朝一番             | 天気予報担当               | いずれの番組も『岩崎由実』の名義として出演                           |
| 1995年10月   | 1996年9月    | NEWSモーニングJAM              | レギュラー出演             | いずれの番組も『岩崎由実』の名義として出演                           |
| 担当時期不明 | 担当時期不明 | スポーツTODAY                  | 月・火曜日メインキャスター |                                                                      |
| 1998年1月    | 1998年3月    | TXNニュースワイド 夕方いちばん | 土・日曜日メインキャスター |                                                                      |
| 1998年7月    | 1998年12月   | 爆発ホンネ修羅バトル           | アシスタント               |                                                                      |
| 2004年4月    | 2006年9月    | 朝は楽しく!                    | コーナー不定期出演         |                                                                      |
| 2005年5月    | 2006年9月    | レディス4                      | パートナー司会             | 番組就任後の7月28日から同年9月30日までの間は、病気療養に伴い一時休養 |
| 2009年7月    | 2009年9月    | ドラマ『かりゆし先生ちばる!』  | TVリポーター役             |                                                                      |

TBSテレビ
- 筋肉番付

東海テレビ
- ドラマ『母の告白』『女優・杏子』

韓国KBSテレビ
- ドラマ『彼女は最高』

テレビ埼玉
- GO!GO!レッズ

エンタメ〜テレ
- 素敵に韓国☆グルメナビ（一部の地上波でも放送）

## 書籍
- もっと韓国、もっとサッカー!（2002年、ブックハウスジャパン）
- 写真集『NET』（2003年、ワニマガジン社）